# ناحیه ارهادس گروو، شهرستان اوتر تیل، مینه سوتا
ناحیه ارهادس گروو (به انگلیسی: Erhards Grove Township) یک منطقهٔ مسکونی در ایالات متحده آمریکا است که در شهرستان اوتر تیل، مینه‌سوتا واقع شده‌است.
 ناحیه ارهادس گروو ۹۰٫۶ کیلومتر مربع مساحت و ۴۶۷ نفر جمعیت دارد و ۳۹۰ متر بالاتر از سطح دریا واقع شده‌است.